# Pagurus forbesii
Pagurus forbesii is een tienpotigensoort uit de familie van de Paguridae. De wetenschappelijke naam van de soort is voor het eerst geldig gepubliceerd in 1846 door Bell.